# Gerbe atmosphérique
Pour les articles homonymes, voir EAS.

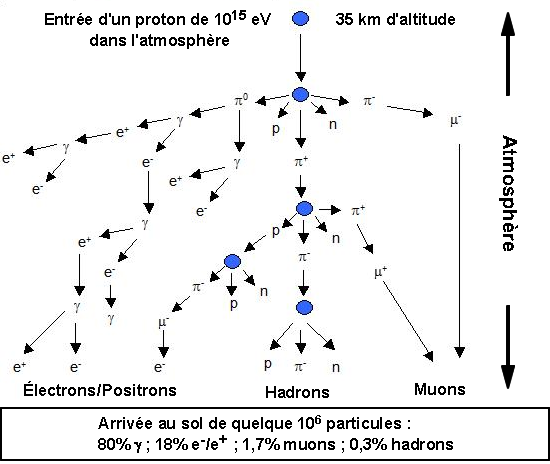
Schéma d'une cascade atmosphérique produite par un proton

Une gerbe atmosphérique (en anglais, extensive air shower) est une cascade de particules créée par l'interaction d'un rayon cosmique avec l'atmosphère. Cette interaction crée des particules secondaires, qui interagissent elles-mêmes avec l'atmosphère, créant ainsi d'autres particules, etc., jusqu'à ce que l'énergie des particules ne soit plus suffisante pour créer de nouvelles particules.
On distingue les gerbes électromagnétiques, constituées de leptons et de photons, des gerbes hadroniques, qui contiennent également des hadrons. Les premières sont principalement dues aux photons de très haute énergie, et les secondes aux protons et noyaux du rayonnement cosmique.